# Synomone

Le réseau mycorhizien et le microbiote du sol créent des systèmes de « relation sociale », avec notamment les synomones qui établissent un dialogue interspécifique.

Une synomone est une substance sémiochimique produite par un être vivant, libérée dans l'environnement, qui déclenche une réponse comportementale chez une autre espèce et dont l'effet est positif pour l'émetteur et le receveur. Par exemple le processus de pollinisation.